# Psy (film 1989)
Psy (Russo: Псы, traduzione letterale: Cani) è un film del 1989 diretto da Dmitrii Svetozarov.

## Trama
Un gruppo formato da un professore alcolizzato, un atleta di tiro a segno, un cacciatore, un criminale, un politico e un autista, giunge in una città dell'Asia Centrale, ai margini del lago d'Aral, per uccidere dei branchi di cani selvatici che attaccano la popolazione.